# Andrea Pirlo
Andrea Pirlo (Flero, 19 de maio de 1979) é um treinador e ex-futebolista italiano que atuava como volante. Atualmente comanda o Dubai United, dos Emirados Árabes.
Amplamente considerado um dos melhores meio-campistas da história do futebol italiano, Pirlo foi um dos principais nomes da Seleção Italiana campeã da Copa do Mundo FIFA de 2006. Conhecido por sua precisão nas bolas paradas, é o detentor do recorde de mais gols de falta na Serie A (28, igualado a Siniša Mihajlović). Além disso, também está no seleto grupo dos onze jogadores que atuaram pelos três principais clubes de seu país: na Internazionale, onde fora mal aproveitado em posições adiantadas, no Milan, onde formou uma parceria espetacular com Gennaro Gattuso, e na Juventus, onde tornou-se um volante responsável por grandes lançamentos e pela armação da equipe de Turim.

## Carreira como jogador

### Brescia
Andrea Pirlo iniciou sua carreira como profissional no Brescia, na temporada 1994–95 da Serie A do Calcio. Atuando como segundo atacante, não conseguiu impedir o rebaixamento do clube para a Serie B. O jogador disputou ainda as temporadas 1995–96 e 1996–97, quando foi destaque e levou sua equipe de volta à elite do futebol italiano.

### Internazionale
Foi contratado pela Internazionale em 1998, juntando-se a Ronaldo e Clarence Seedorf (que anos depois voltariam a ser companheiros no Milan), num time recheado de craques. Pela Inter, no entanto, não obteve muitas oportunidades e foi emprestado para o Reggina em 1999.
Pirlo voltou para a Internazionale em 2000 e foi novamente emprestado ao seu clube de origem, o Brescia. O jogador atuou em apenas 10 partidas pelo Brescia e viu seu vínculo com a Inter se encerrar ao final da temporada 2000–01, após três temporadas no clube e pouquíssimo destaque. No total pela equipe Nerazzurri, Pirlo atuou em 40 partidas e não marcou gols.

### Milan

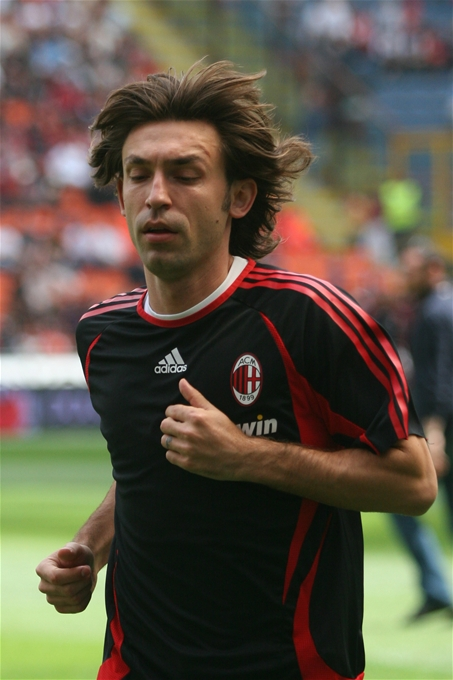
Pirlo pelo Milan em 2007

Em 30 de junho de 2001, Andrea Pirlo transferiu-se para o grande arquirrival da Internazionale, o Milan. Por conta da concorrência no meio-campo com nomes como Rui Costa e Serginho, Pirlo passou a atuar recuado, como um volante "maestro". O jogador tinha como principais características a excelente técnica, a precisão nos passes, lançamentos e cobranças de faltas, além da capacidade de ditar o ritmo do jogo. Assim, foi fundamental na conquista de vários títulos pela equipe comandada por Carlo Ancelotti, dentre eles duas Ligas dos Campeões da UEFA (2002–03 e 2006–07) e dois Campeonatos Italianos (2003–04 e 2010–11).
Após a Copa do Mundo de 2006, competição em que, na opinião de muitos, foi o grande jogador da Itália na campanha do título mundial, Pirlo não manteve a regularidade e colecionou algumas lesões nesse período.
O jogador encerrou seu ciclo no Milan no final da temporada 2010–11, quando anunciou que não renovaria seu contrato com o clube Rossonero. Apesar de decidir não comentar sobre seu futuro, em maio de 2011 Pirlo foi flagrado realizando exames médicos na Juventus.

### Juventus
No dia 24 de maio de 2011, Andrea Pirlo foi anunciado oficialmente como novo reforço da Juventus, que acertou um vínculo de quatro anos com o atleta. Como seu contrato com o Milan havia terminado, o jogador foi contratado a custo zero pelo clube de Turim.
Pirlo chegou desacreditado na Juve, por causa das diversas lesões sofridas durante a temporada anterior, ainda no rival. Poucos acreditariam que ele iria atuar em 37 dos 38 jogos da Juventus na disputa do Campeonato Italiano, tornando-se o jogador que mais atuou no time em toda a temporada. Além disso, foi o grande líder na campanha do título nacional invicto, o 28º na história da Velha Senhora. Pirlo terminou a competição com três gols marcados e 13 assistências distribuídas.

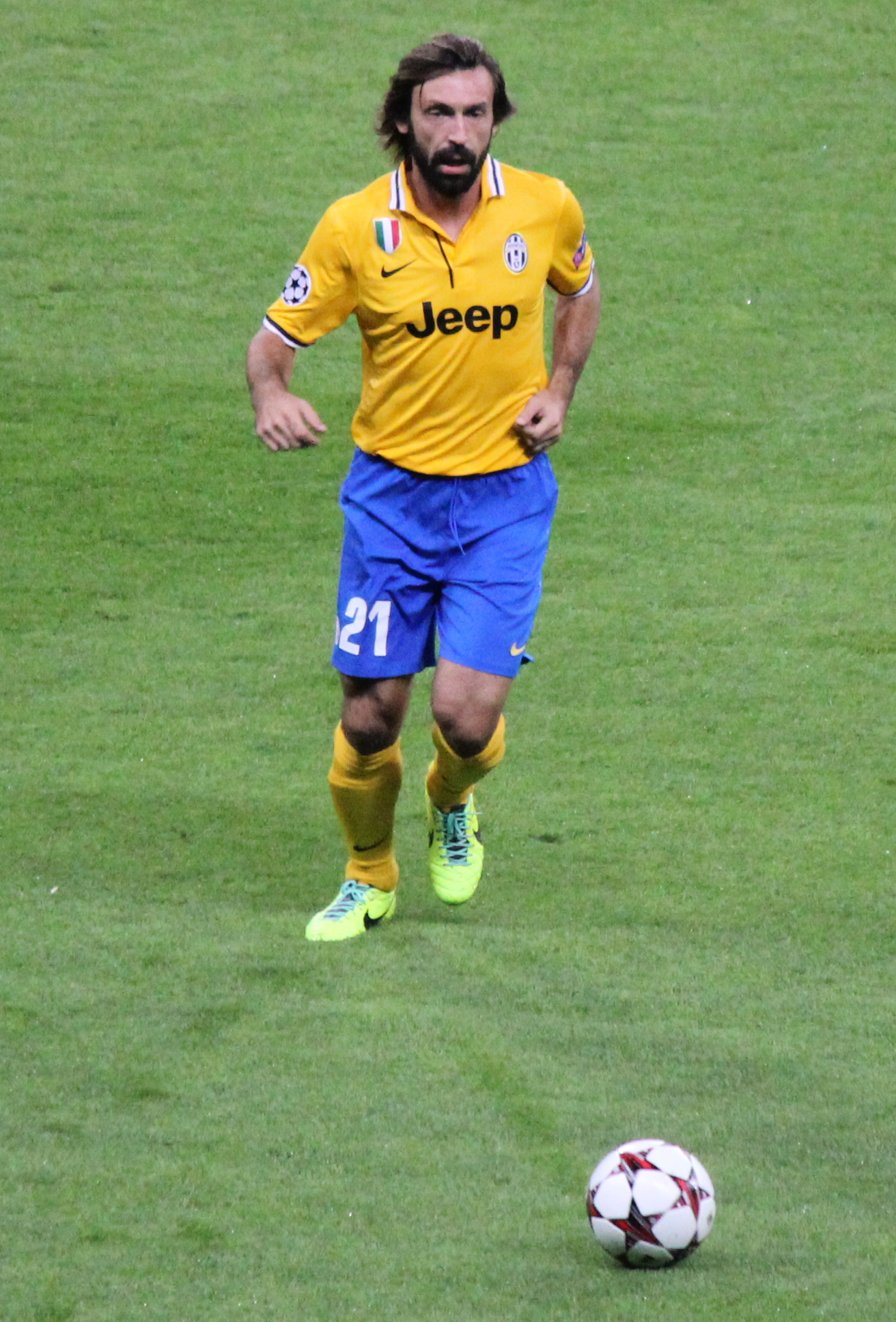
Pirlo em campo contra o Real Madrid em 2013

O veterano jogou a Supercopa da Itália em Pequim, em 11 de agosto de 2012, contra o Napoli, ajudando a Juventus a conseguir uma vitória por 4–2 no tempo extra. Pirlo cobrou uma falta e deu a vitória a Juventus por 2–0 sobre o Parma na abertura da Serie A da nova temporada. O gol causou muita polêmica, com os jogadores Parma protestando que a bola não tinha ultrapassado sobre a linha do gol, e os replays mostraram-se inconclusivos. No jogo seguinte, contra a Udinese em 2 de setembro, Pirlo novamente ajudou na vitória cobrando um pênalti e dando a assistência para o gol de Sebastian Giovinco no segundo gol. A Juventus derrotou a equipe da casa por 4–1. Em 29 de setembro, Pirlo novamente foi fundamental ao abrir o placar numa cobrança de falta, iniciando a goleada por 4–1 sobre a Roma. No fim do ano, Pirlo foi nomeado para a fase inicial da Bola de Ouro da FIFA de 2012, juntamente com seu companheiro de clube e seleção Gianluigi Buffon, que o seguiu com boas performances durante todo o ano. Pirlo foi o autor de três assistências para a Juventus na fase de grupos da Liga dos Campeões, ajudando a equipe avançar para a fase de mata-mata. A Vecchia Signora não avançava a esta fase do torneio continental desde a temporada 2008–09. Conquistou o bicampeonato italiano contra o Palermo na vitória por 1–0 com gol de Arturo Vidal em 5 de maio de 2013, chegando ao 29ª título.[carece de fontes?] Em entrevista ao jornal italiano Corriere dello Sport, o volante Andrea Pirlo fez questão de desmentir as especulações de que poderia trocar a Juventus pelo Real Madrid no fim da atual temporada. Carlo Ancelotti, cotado como principal nome para substituir José Mourinho no comando dos merengues, teria pedido a contratação do volante.
| “ | Nunca se pode dizer nunca. Quando for mais velho, talvez faça uma escolha como a do Del Piero (que se transferiu da Juventus para o Sydney FC). No passado, estive perto de ir para um campeonato estrangeiro e sempre pensei que pode ser uma experiência positiva | ” |

Pirlo ainda comentou a confirmação da permanência de Antonio Conte no comando da Juve. O treinador acertou a renovação de seu contrato no dia 15 de maio de 2013.

### New York City
Em 6 de julho de 2015, Pirlo foi oficializado como novo reforço do New York City. Após atuar por duas temporadas no clube da Major League Soccer, anunciou em outubro de 2017 que se aposentaria no fim do ano.

## Seleção Nacional

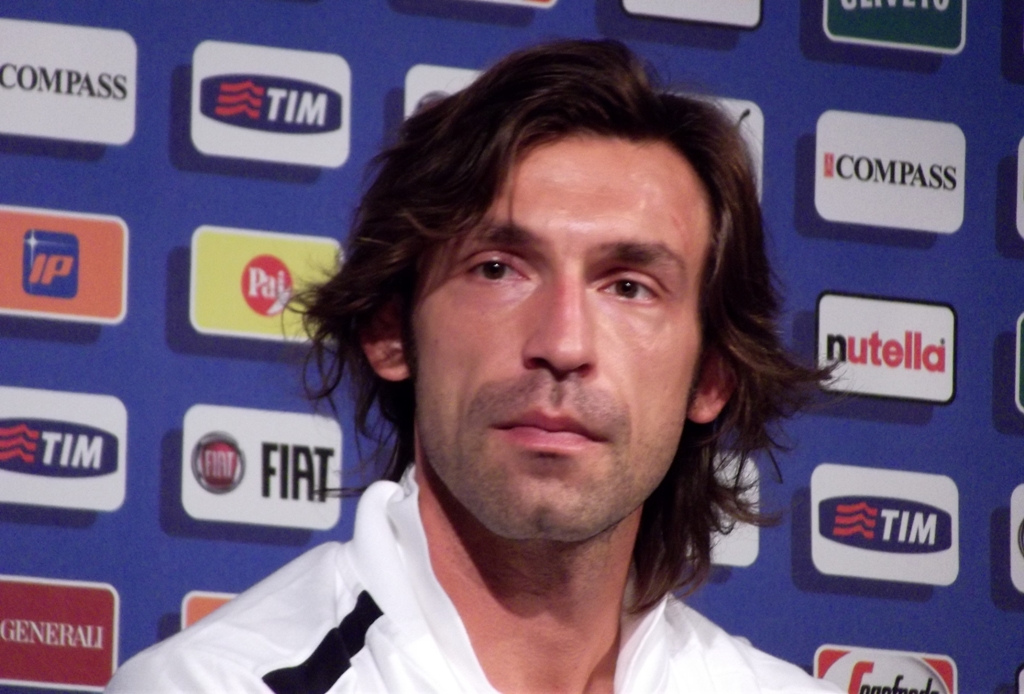
Pirlo em uma entrevista coletiva

Desde 1994 defendendo as Seleções de base da Itália, Andrea Pirlo foi o único italiano a disputar duas Olimpíadas, em 2000 e 2004.
Destaque do Brescia em 1998, Pirlo não foi chamado para a Copa do Mundo daquele ano, realizada na França, por ser considerado ainda muito jovem na época. Além disso, a Azurra tinha nomes como Demetrio Albertini, Angelo Di Livio, Roberto Baggio, Christian Vieri e Alessandro Del Piero. No entanto, depois da decepcionante participação naquele mundial, a torcida italiana considerou um absurdo a não convocação de Pirlo e de Francesco Totti. Ausente novamente na Copa do Mundo FIFA de 2002, o jogador estreou pela Seleção Italiana principal em setembro de 2002, numa vitória por 2–0 sobre o Azerbaijão, válida pelas eliminatórias da Euro 2004. Na ocasião, Pirlo entrou aos 32 minutos do segundo tempo, no lugar de Filippo Inzaghi. Dois anos depois, esteve na lista dos convocados de Giovanni Trapattoni para a disputa da Eurocopa.
Em 2006, foi titular absoluto da campeã Azzurra na Copa do Mundo realizada na Alemanha, um jogador muito importante para o esquema do técnico Marcello Lippi. Fez o gol de estreia da Itália na Copa do Mundo contra Gana, no dia 12 de junho, e ganhou o título de "Homem do Jogo Budweiser" (dado ao melhor atleta da partida) três vezes: no primeiro jogo, numa vitória por 2–0 contra Gana; na semifinal, em triunfo por 2–0 sobre a Alemanha; e na final, vitória por 5–3 na disputa por pênaltis contra a França, após o empate em 1–1. Ganhou, da FIFA, o título de Bola de Bronze (dado ao 3º melhor jogador do mundial), o que para muitos especialistas foi uma injustiça pois ele teria sido o melhor jogador da competição.
Após a Copa do Mundo, Pirlo e a Seleção Italiana não conseguiram êxito com o novo técnico Roberto Donadoni, que tentou uma renovação na Azurra na Eurocopa 2008. No entanto, os italianos acabaram sendo eliminados nas quartas de final diante da Espanha, após empate por 0 a 0 no tempo normal e derrota por 4–2 nos pênaltis.
Com isso, Donadoni foi demitido e Marcello Lippi retornou, depositando enorme confiança em jogadores mais experientes, dentre eles Andrea Pirlo.

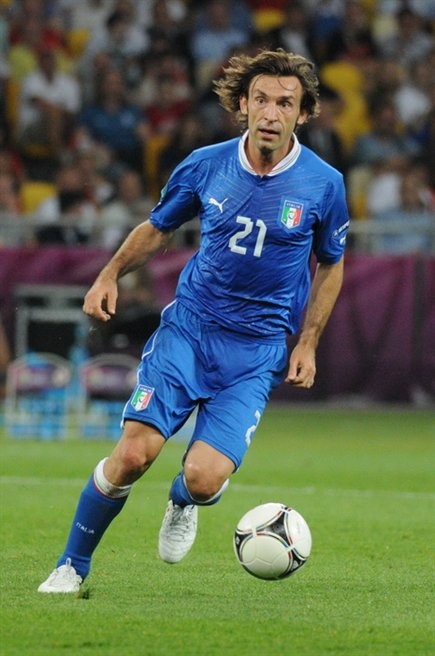
Pirlo na Euro 2012

Pirlo e seus companheiros se classificam para Copa do Mundo de 2010 na África do Sul com uma certa facilidade, porém os torcedores e a imprensa despejaram críticas na seleção de Marcello Lippi, por conter muitos jogadores acima dos trinta anos. Presente na lista dos 23 convocados para o mundial, Pirlo viu a Itália fazer uma campanha frustrante, sem nenhuma vitória, sendo eliminada como lanterna do grupo F.
Logo após a saída de Marcello Lippi em 2010, Cesare Prandelli assumiu a equipe. O treinador contava com a experiência dos seus capitães Gianluigi Buffon, além de Andrea Pirlo, e fez com que a Itália voltasse a apresentar um futebol envolvente que a classificou com certa facilidade para a Euro 2012. Pirlo destacou-se como "regista" da Squadra Azzurra na Eurocopa e, apesar dos seus 32 anos, foi aclamado pelos italianos para conduzir sua Seleção na Copa do Mundo de 2014, realizada no Brasil dois anos mais tarde.
Em 2 de maio de 2013, o volante anunciou que se aposentaria da Seleção Italiana em 2014, logo após a realização da Copa do Mundo.
| “ | Em 2014 deixarei a seleção. É preciso dar espaço aos jovens. | ” |

Já no dia 31 de maio, Pirlo marcou um gol de falta contra o San Marino na vitória por 4 a 0 na seleção de testes para a Copa das Confederações.
Na estreia na Copa das Confederações de 2013, no dia 16 de junho, Pirlo fez o primeiro gol da Azurra na competição. Um gol de falta, sua especialidade, na vitória por 2 a 1 contra o México. Atuando no Maracanã, além de completar 100 partidas com a camisa da Seleção Italiana, o volante teve boa atuação e foi eleito pela FIFA o melhor jogador da partida.

## Carreira como treinador
Após encerrar sua atividade profissional, Pirlo se dedicou a estudar o futebol, no intuito de se profissionalizar como treinador. Em 2019, conseguiu a Licença Pro da UEFA, que o permite comandar qualquer equipe europeia.

### Juventus
No dia 30 de julho de 2020, iniciou sua primeira experiência como técnico ao assumir o comando do time Sub-23 da Juventus. Na semana seguinte, Andrea foi anunciado como técnico do time principal, no mesmo dia em que Maurizio Sarri foi demitido após ser eliminado da Liga dos Campeões.

### Fatih Karagümrük
Após sua saída da Juventus, assinou por uma temporada com o Fatih Karagümrük, da Turquia, mas acabou sendo dispensado no fim de maio, antes do término da temporada.

### Sampdoria
Em 27 de junho de 2023, Andrea Pirlo assinou por dois anos com a Sampdoria. O treinador tinha como missão fazer o time de Gênova voltar à elite, já que a equipe amargou a lanterna do Campeonato Italiano e disputou a Serie B na temporada 2023–24.
Pirlo foi demitido no dia 29 de agosto de 2024, após quatro partidas sem vitória na Serie B. No total, o técnico comandou a equipe italiana em 45 partidas, com 16 vitórias, 12 empates e 17 derrotas.

### Dubai United
Em 25 de julho de 2025, Pirlo foi anunciado como novo treinador do Dubai United, clube da segunda divisão dos Emirados Árabes Unidos.

## Estatísticas como jogador

### Seleção Italiana
| Ano   |       |      |
| Ano   | Jogos | Gols |
| ----- | ----- | ---- |
| 2002  | 4     | 0    |
| 2003  | 1     | 0    |
| 2004  | 7     | 1    |
| 2005  | 9     | 3    |
| 2006  | 14    | 1    |
| 2007  | 8     | 1    |
| 2008  | 9     | 1    |
| 2009  | 12    | 1    |
| 2010  | 8     | 1    |
| 2011  | 9     | 0    |
| 2012  | 13    | 2    |
| 2013  | 13    | 2    |
| 2014  | 6     | 0    |
| 2015  | 2     | 0    |
| Total | 116   | 13   |

|     | Data                  | Local                        | Adversário  | Placar | Resultado | Competição                  |
| --- | --------------------- | ---------------------------- | ----------- | ------ | --------- | --------------------------- |
| 1.  | 30 de maio de 2004    | Túnis, Tunísia               | Tunísia     | 0–4    | Vitória   | Amistoso                    |
| 2.  | 26 de março de 2005   | Milão, Itália                | Escócia     | 2–0    | Vitória   | Elim. Copa do Mundo de 2006 |
| 3.  | 26 de março de 2005   | Milão, Itália                | Escócia     | 2–0    | Vitória   | Elim. Copa do Mundo de 2006 |
| 4.  | 17 de agosto de 2005  | Dublin, República da Irlanda | Irlanda     | 1–2    | Vitória   | Amistoso                    |
| 5.  | 12 de junho de 2006   | Hanôver, Alemanha            | Gana        | 2–0    | Vitória   | Copa do Mundo de 2006       |
| 6.  | 13 de outubro de 2007 | Gênova, Itália               | Geórgia     | 2–0    | Vitória   | Elim. Euro 2008             |
| 7.  | 17 de junho de 2008   | Zurique, Suíça               | França      | 2–0    | Vitória   | Euro 2008                   |
| 8.  | 28 de março de 2009   | Podgorica, Montenegro        | Montenegro  | 0–2    | Vitória   | Elim. Copa do Mundo de 2010 |
| 9.  | 7 de setembro de 2010 | Florença, Itália             | Ilhas Faroé | 5–0    | Vitória   | Elim. Euro 2012             |
| 10. | 14 de junho de 2012   | Poznań, Polônia              | Croácia     | 1–1    | Empate    | Euro 2012                   |
| 11. | 12 de outubro de 2012 | Erevan, Arménia              | Armênia     | 0–1    | Vitória   | Elim. Copa do Mundo de 2014 |
| 12. | 31 de maio de 2013    | Bolonha, Itália              | San Marino  | 4–0    | Vitória   | Amistoso                    |
| 13. | 16 de junho de 2013   | Rio de Janeiro, Brasil       | México      | 2–1    | Vitória   | Copa das Confederações 2013 |

## Estatísticas como treinador
Atualizadas até 23 de maio de 2021
| Equipe   | Jogos | Vitórias | Empates | Derrotas | Aproveitamento |
| -------- | ----- | -------- | ------- | -------- | -------------- |
| Juventus | 52    | 34       | 10      | 8        | 71.79%         |

## Títulos como jogador
Brescia
- Serie B: 1996–97[6]

Milan
- Serie A: 2003–04 e 2010–11
- Copa da Itália: 2002–03
- Supercoppa Italiana: 2004
- Liga dos Campeões da UEFA: 2002–03 e 2006–07
- Supercopa da UEFA: 2003 e 2007
- Mundial de Clubes: 2007

Juventus
- Serie A: 2011–12, 2012–13, 2013–14 e 2014–15
- Supercopa da Itália: 2012 e 2013
- Copa da Itália: 2014–15

Seleção Italiana
- Copa do Mundo FIFA: 2006
- Campeonato Europeu de Futebol Sub-21: 2000
- Jogos Olímpicos: Bronze em 2004

### Prêmios individuais
- 11 Ideal da Europa: 2003, 2004, 2006, 2007, 2012 e 2014 (UEFA)
- Bola de Bronze da Copa do Mundo FIFA, melhor da final e mais assistências: 2006
- 11 Ideal da Copa do Mundo de 2006 (FIFA)
- 11 Ideal do Mundo: 2006 (FIFPro)
- Melhor Meio-Campista do Mundo pela FIFA: 2006, 2008 e 2011
- Melhor Cobrador de Faltas do Mundo pela FIFA: 2006, 2009, 2010, 2011, 2012, 2013 e 2014
- Ballon d'Or: 2006 (9º colocado) e 2007 (5º colocado)
- Homem do jogo da Supercopa da UEFA: 2007
- 11 Ideal da Serie A: 2011–12, 2012–13 e 2013–14
- Jogador do Ano da UEFA: 2011–12 (4º colocado) e 2014–15 (7º colocado)
- 11 Ideal da Europa: 2011–12 (ESM)
- Oscar del Calcio: 2012, 2013 e 2014
- Guerin d'Oro: 2012
- 11 Ideal da Eurocopa: 2012
- Bola de Prata da Eurocopa: 2012
- FIFA Ballon d'Or: 2012 (7º colocado) e 2013 (10º colocado)
- Bulgarelli Número 8 - Melhor Meio-Campista do Mundo: 2012–13[47]
- 11 Ideal da Copa das Confederações FIFA: 2013
- 11 Ideal da Liga Europa da UEFA: 2013–14
- 4º Melhor Jogador da Europa: 2014 (Bloomberg)
- 7º melhor jogador da Europa pela FIFA: 2015
- Maior Passador da Década pela FIFA[carece de fontes?]
- Maior Passador da Século pela FIFA[carece de fontes?]
- Bola de Ouro Dream Team: Meio-campista defensivo (segundo esquadrão)
- IFFHS ALL TIME DREAM TEAMS ITALY (Time B)[48]

## Títulos como treinador
Juventus
- Supercopa da Itália: 2020
- Copa da Itália: 2020–21